# Islas Malvinas en los Juegos de la Mancomunidad de 2018
Las Islas Malvinas compitieron en los Juegos de la Mancomunidad de 2018 celebrados en Gold Coast, Australia, del 4 al 15 de abril de 2018, siendo esta su décima participación en los Juegos.
El equipo de las Islas Malvinas estaba integrado por 15 atletas, 11 hombres y 4 mujeres, que compitieron en dos deportes: bádminton y tiro. El equipo también estaba integrado por 11 funcionarios.
El abanderado de la delegación durante la ceremonia de apertura fue el tirador deportivo Graham Didlick.

## Competidores
A continuación se encuentra el número de competidores que participaron en los Juegos por deporte o disciplina.
| Deporte   | Hombres | Mujeres | Total |
| --------- | ------- | ------- | ----- |
| Bádminton | 3       | 2       | 5     |
| Tiro      | 8       | 2       | 10    |
| Total     | 11      | 4       | 15    |

## Bádminton
Las Islas Malvinas participó con cinco atletas: tres hombres y dos mujeres.
| Atleta            | Evento                  | 32° de final                   | 16° de final                    | Octavos de final     | Cuartos de final     | Semifinal            | Final / Tercer puesto | Final / Tercer puesto |
| Atleta            | Evento                  | Puntaje de oposición           | Puntaje de oposición            | Puntaje de oposición | Puntaje de oposición | Puntaje de oposición | Puntaje de oposición  | Puesto                |
| ----------------- | ----------------------- | ------------------------------ | ------------------------------- | -------------------- | -------------------- | -------------------- | --------------------- | --------------------- |
| Tobi Adeoye       | Individuales masculinos | Victor Munga (KEN) D 0-2       | No calificó                     | No calificó          | No calificó          | No calificó          | No calificó           | No calificó           |
| Douglas Clark     | Individuales masculinos | Brian Kasirye (UGA) D 0-2      | No calificó                     | No calificó          | No calificó          | No calificó          | No calificó           | No calificó           |
| Christopher Eynon | Individuales masculinos | Niluka Karunaratne (SRI) D 0-2 | No calificó                     | No calificó          | No calificó          | No calificó          | No calificó           | No calificó           |
| Cheryl March      | Individuales femeninos  | Grace Chua Hui Zen (SGP) D 0-2 | No calificó                     | No calificó          | No calificó          | No calificó          | No calificó           | No calificó           |
| Zoe Morris        | Individuales femeninos  | Exenta                         | Wendy Chen Hsuan-yu (AUS) D 0-2 | No calificó          | No calificó          | No calificó          | No calificó           | No calificó           |

| Atleta                     | Evento            | 32° de final                                       | 16° de final                                              | Octavos de final     | Cuartos de final     | Semifinal            | Final / Tercer puesto | Final / Tercer puesto |
| Atleta                     | Evento            | Puntaje de oposición                               | Puntaje de oposición                                      | Puntaje de oposición | Puntaje de oposición | Puntaje de oposición | Puntaje de oposición  | Puesto                |
| -------------------------- | ----------------- | -------------------------------------------------- | --------------------------------------------------------- | -------------------- | -------------------- | -------------------- | --------------------- | --------------------- |
| Tobi Adeoye Douglas Clark  | Dobles masculinos | —                                                  | Aatish Lubah (MRI) Christopher Jean Paul (MRI) D W/O      | No calificaron       | No calificaron       | No calificaron       | No calificaron        | No calificaron        |
| Cheryl March Zoe Morris    | Dobles femeninos  | —                                                  | Michelle Butler-Emmet (RSA) Elsie de Villiers (RSA) D 0-2 | No calificaron       | No calificaron       | No calificaron       | No calificaron        | No calificaron        |
| Cheryl March Douglas Clark | Dobles mixtos     | Claran Chambers (NIR) Sinead Chambers (NIR) D W/O  | No calificaron                                            | No calificaron       | No calificaron       | No calificaron       | No calificaron        | No calificaron        |
| Zoe Morris Tobi Adeoye     | Dobles mixtos     | Samuel Ricketts (JAM) Katherine Wynter (JAM) D 0-2 | No calificaron                                            | No calificaron       | No calificaron       | No calificaron       | No calificaron        | No calificaron        |

## Tiro
La delegación de las Islas Malvinas llevó diez tiradores (ocho hombres y dos mujeres).
| Atleta           | Evento                                    | Calificación | Calificación | Final       | Final       |
| Atleta           | Evento                                    | Puntos       | Puesto       | Puntos      | Puesto      |
| ---------------- | ----------------------------------------- | ------------ | ------------ | ----------- | ----------- |
| Michael Goss     | Carabina 50 metros en posición de tendido | No comenzó   | No comenzó   | No calificó | No calificó |
| Murray Middleton | Pistola de aire 10 metros                 | 514          | 22           | No calificó | No calificó |
| Nevin Middleton  | Pistola de aire 10 metros                 | 536          | 19           | No calificó | No calificó |
| Graham Didlick   | Fosa                                      | 60           | 40           | No calificó | No calificó |
| Shaun Jaffray    | Fosa                                      | 93           | 34           | No calificó | No calificó |
| Graham Didlick   | Fosa doble                                | 79           | 24           | No calificó | No calificó |
| Glen Smith       | Fosa doble                                | 69           | 27           | No calificó | No calificó |

| Atleta                   | Evento                    | Calificación | Calificación | Final       | Final       |
| Atleta                   | Evento                    | Puntos       | Puesto       | Puntos      | Puesto      |
| ------------------------ | ------------------------- | ------------ | ------------ | ----------- | ----------- |
| Tansie Bonner            | Pistola de aire 10 metros | 327          | 22           | No calificó | No calificó |
| Charlotte-Anne Middleton | Pistola de aire 10 metros | 326          | 23           | No calificó | No calificó |

| Atleta                       | Evento                        | Día 1   | Día 1  | Día 2   | Día 2  | Día 3   | Día 3  | Total   | Total  |
| Atleta                       | Evento                        | Puntos  | Puesto | Puntos  | Puesto | Puntos  | Puesto | General | Puesto |
| ---------------------------- | ----------------------------- | ------- | ------ | ------- | ------ | ------- | ------ | ------- | ------ |
| Christian Berntsen           | Premio de la Reina individual | 95-6v   | 29     | 144-10v | 22     | 139-8v  | 28     | 378-24v | 26     |
| Mark Dodd                    | Premio de la Reina individual | 102-9v  | 22     | 144-7v  | 24     | 145-10v | 19     | 391-26v | 23     |
| Christian Berntsen Mark Dodd | Premio de la Reina pares      | 285-21v | 12     | 262-13v | 12     | —       | —      | 547-34v | 12     |